# 约尔马·瓦尔托宁
约尔马·瓦尔托宁（芬蘭語：Jorma Valtonen，1946年12月22日—），芬兰男子冰球运动员，场上位置是守门员。他曾代表芬兰国家队参加1972年、1980年和1984年冬季奥林匹克运动会冰球比赛。